# Vorlesewettbewerb
Der Vorlesewettbewerb wird seit dem Jahr 1959 jährlich vom Börsenverein des Deutschen Buchhandels veranstaltet. Er findet statt in Zusammenarbeit mit Büchereien, Schulen, Buchhandlungen und anderen kulturellen Einrichtungen. Der Vorlesewettbewerb ist einer der größten bundesweiten Wettbewerbe für Schüler. Jedes Jahr nehmen insgesamt fast 700.000 Schüler der 6. Klasse aus etwa 7.500 Schulen daran teil. 

## Teilnahme und Ablauf
Teilnehmen können  6. Schulklassen der weiterführenden Schulen. Die besten Vorleser werden zunächst ab Oktober in einem Klassenwettbewerb ermittelt. Anschließend wird in einem Schulwettbewerb im November/Dezember der Schulsieger festgestellt.
Die Schulsieger eines Kreises oder einer kreisfreien Stadt kämpfen in einer öffentlichen Veranstaltung um den Titel des Stadt- oder Kreissiegers (Februar). Die Stadt- bzw. Kreissieger treffen auf Bezirksebene (März/April), danach auf Landesebene (Mai) und schließlich auf Bundesebene (Juni) aufeinander.
Bis 2012 wurden die Schulsieger in drei Gruppen unterteilt:
- Gruppe A umfasste Hauptschulen, Mittelschulen, Regelschulen, Sekundarschulen Sachsen-Anhalt, Erweiterte Realschulen Saarland.

- In Gruppe B waren die Realschulen, Gymnasien, Gesamtschulen, Orientierungsstufen, Grundschulen Berlin und Brandenburg, Förderstufe Hessen, Realschulen plus, Regionalschulen, Gemeinschaftsschulen, Stadtteilschulen und Freie Waldorfschulen zusammengefasst.

- In Gruppe C waren Schulen mit dem Förderschwerpunkt Lernen. Da es in der Gruppe C nur eine schwache Beteiligung gab, endete der Wettbewerb für die Teilnehmer nach der Kreis- bzw. Stadtebene. Die Ausnahme bildeten Schleswig-Holstein, Rheinland-Pfalz und das Saarland, wo es für die Gruppe C bis zum Landesentscheid ging. In Rheinland-Pfalz ging es für Förderschulen von 2009 bis 2012 auch bis zum Bundesentscheid. Dies erfolgte auf eine Bitte des Landrates des Kreises Mainz-Bingen Claus Schick.[5]

Seit 2012 gilt diese Regelung allerdings nicht mehr.

## Ziel
Das Ziel des Wettbewerbs ist es, den Schülern Spaß am Lesen zu vermitteln und ihnen Kriterien für gutes Lesen zu verdeutlichen. Die Schüler stellen beim Wettbewerb einen kurzen Ausschnitt aus einem selbst gewählten Buch vor. Dadurch erhalten die Zuhörer Anregungen, neue Bücher kennenzulernen. Das Ziel, Sieger des Vorlesewettbewerbs zu werden, soll die Kinder dazu animieren, zu besseren Lesern und Vorlesern zu werden.